# Daniel Hope (Violinist)

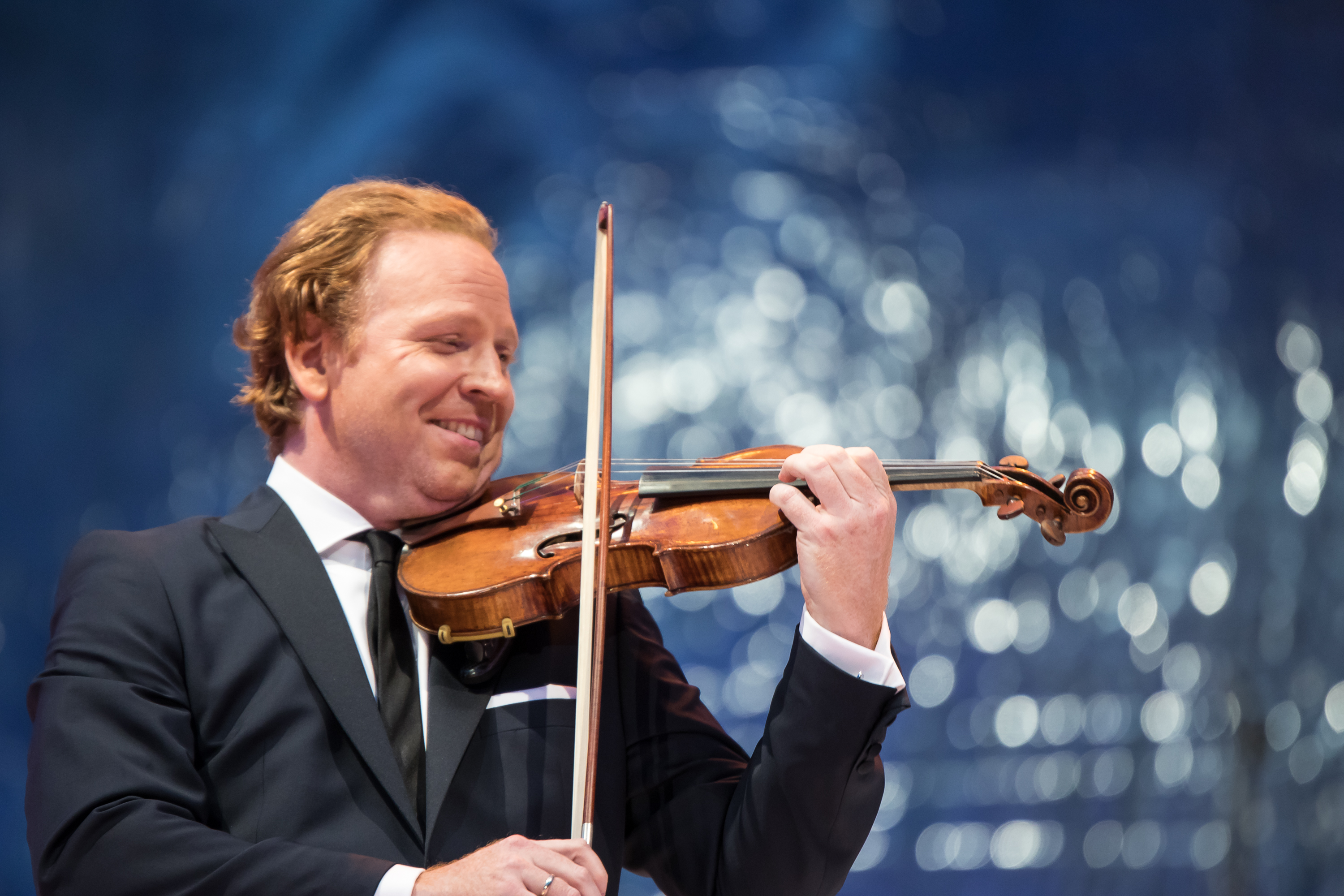
Daniel Hope (2016)

Daniel Hope (* 17. August 1973 in Durban, Südafrika) ist ein irisch-deutscher Violinist, der in England aufgewachsen ist. Er wurde unter anderem durch seine Zusammenarbeit mit Yehudi Menuhin und als Mitglied des Beaux Arts Trios bekannt, aber auch als Initiator musikalischer Projekte, Moderator in Fernseh- und Hörfunksendungen und als Autor mehrerer Bücher. Seit 2016 leitet er das Zürcher Kammerorchester.

## Leben

### Herkunft und Ausbildung
Daniel Hope ist der zweite Sohn des Schriftstellers Christopher Hope und der Musikmanagerin Eleanor Klein-Hope. Christopher Hopes Großvater mütterlicherseits war aus Irland nach Südafrika gekommen, um auf der Seite der Briten am Zweiten Burenkrieg teilzunehmen. Die jüdischen Eltern von Eleanor Hope hatten in Berlin gelebt und waren vor den Nationalsozialisten ins Exil nach Südafrika geflohen. Hopes Ururgroßvater, der Fabrikant Julius Valentin, ist auf dem Luisenfriedhof III im Berliner Westend begraben.
Die Familie Hope zog Anfang 1974, als Daniel sechs Monate alt war, von Südafrika nach Paris und später nach London. 1975 wurde Eleanor Hope die persönliche Assistentin von Yehudi Menuhin, der der Familie Hope umgehend zu einem Haus in Highgate verhalf. Wenig später wurde Eleanor Hope Menuhins Managerin, von 1980 bis 1996 war sie außerdem die Leiterin des Menuhin Festivals in Gstaad in der Schweiz. Daniel Hope spielte als Kind mit den Enkelkindern Menuhins und erlebte Besuche von berühmten Musikern bei Menuhin mit.
Daniel Hope sagte schon als Dreijähriger, er wolle Geiger werden. Mit vier Jahren begann er das Violinspiel. Als er sechs Jahre alt war, brachte sein Vater ihn in der Yehudi Menuhin School unter. Daniel sagte gleich, er könne es kaum erwarten, das Violinkonzert von Beethoven zu spielen. Als Achtjähriger übte Daniel heimlich das Violinkonzert von Mendelssohn in einer Toilette des Internats, obwohl von ihm zu dieser Zeit erwartet wurde, nur einen einzelnen Satz aus einem Bach-Konzert zu lernen. Der Schulleiter erteilte ihm eine Rüge, und der Vater wurde zu einem klärenden Gespräch in die Schule gebeten. Daniel wurde daraufhin an die Highgate School in London versetzt und bekam etwa acht Jahre lang privaten Geigenunterricht. Anschließend studierte er am Royal College of Music, unter anderem bei Grigori Schislin und an der Musikhochschule Lübeck. In der offiziellen Biografie werden Zakhar Bron, Itzhak Rashkovsky und Felix Andrievsky als seine Violinlehrer genannt.
Da er in England aufwuchs, wird Daniel Hope oft als britischer Geiger bezeichnet – oder wegen seines Geburtsorts als „südafrikanisch-britischer“ Geiger. Die Zeit schrieb im Jahr 2009, er sei ein „südafrikanisch-britischer Geiger mit verworrenen irisch-deutsch-kosmopolitischen Wurzeln“. Hope hatte die längste Zeit nur einen irischen Pass. Die nach England einreisende Familie hatte mit der Beschaffung irischer Pässe den Vorteil nutzen wollen, dass man damit „als Ausländer ein längeres Aufenthaltsrecht in Großbritannien“ hatte, wie Hope erklärt. Seit 2017 ist er auch im Besitz der deutschen Staatsbürgerschaft. Er selbst gibt seitdem „irisch-deutsch“ als seine Nationalität an.
Sein älterer Bruder, Jasper Hope, war von 2016 bis 2019 CEO der neuen Dubai Opera.

### Laufbahn als Geiger

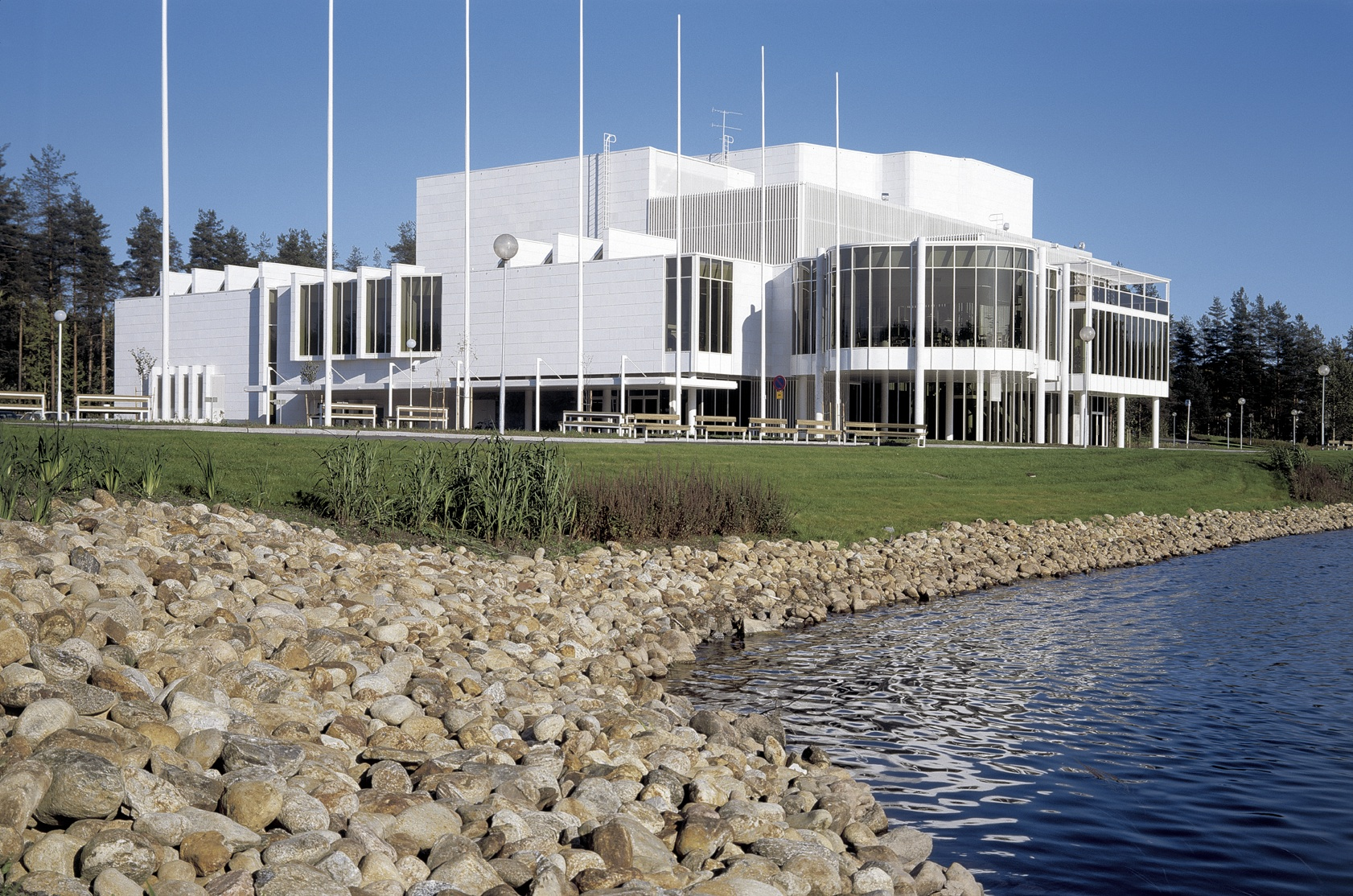
Kulturzentrum in Mikkeli, Finnland: Hier gab Daniel Hope 1989 sein Debüt

Sein Debüt gab Daniel Hope im Alter von 15 Jahren in Finnland: Am 24. Januar 1989 spielte er im neuen Konzertsaal von Mikkeli mit der Jyväskylä Sinfonia unter William Boughton das Violinkonzert von Mendelssohn. Seine Eltern und sein Bruder erlebten das Konzert im Publikum mit. Kurz darauf begann eine enge künstlerische Zusammenarbeit mit Yehudi Menuhin; zuvor hatte Hope nur ein paar wenige Unterrichtsstunden bei Menuhin genossen. In den folgenden elf Jahren traten Menuhin als Dirigent und Hope als Solist bei mehr als 60 gemeinsamen Konzerten auf. Auch bei Menuhins letztem Konzert, das am 7. März 1999 in der Tonhalle Düsseldorf stattfand, fünf Tage vor Menuhins Tod, war Hope der Solist.
Im April 2002 wurde Daniel Hope das jüngste Mitglied in der Geschichte des Beaux Arts Trios, mit dem er einige Konzerte gab und 2005 den 50. Geburtstag des Ensembles feierte. Der Boston Globe bezeichnete die Formation als „stärkste in der Geschichte des Trios“. Nach über 400 Konzerten in seiner letzten Formation zog sich das Trio im September 2008 aus dem Konzertleben zurück.
Seit 2007 ist Daniel Hope beim Klassik-Label Deutsche Grammophon unter Vertrag.
Am 27. Januar 2010 spielte er aus Anlass des Tages des Gedenkens an die Opfer des Nationalsozialismus im Deutschen Bundestag in Anwesenheit des israelischen Staatspräsidenten Schimon Peres das Stück Kaddish von Maurice Ravel. Dies war der erste Auftritt eines Geigers im Deutschen Bundestag.
In seinen Konzerten setzt sich Daniel Hope für zeitgenössische Musik und die Musik des 20. Jahrhunderts ein. Er nahm u. a. die Violinkonzerte von Alban Berg, Benjamin Britten und Dmitri Schostakowitsch auf, entdeckte eine frühe Violinsonate von Alfred Schnittke und spielte Uraufführungen.
2019 hat Hope mit dem Zürcher Kammerorchester die Filmmusik für den Spielfilm Zwingli eingespielt. Die von ihm gespielte Solovioline symbolisiert dabei den scharfen Verstand des Reformators.
Seit 2011 spielt Hope die Violine „Ex-Lipiński“ aus der Werkstatt von Guarneri del Gesù von 1742, die ihm von einer anonymen Familie zur Verfügung gestellt wird. Eine Geige von Januarius Gagliano aus Neapel, die 1769 gebaut wurde, gehört ihm selbst. Hope erwarb dieses Instrument, dessen Wert im Jahr 2007 auf 250.000 Pfund geschätzt wurde, von Yehudi Menuhin. Außerdem besitzt er eine E-Geige.

### Funktionen als musikalischer Leiter

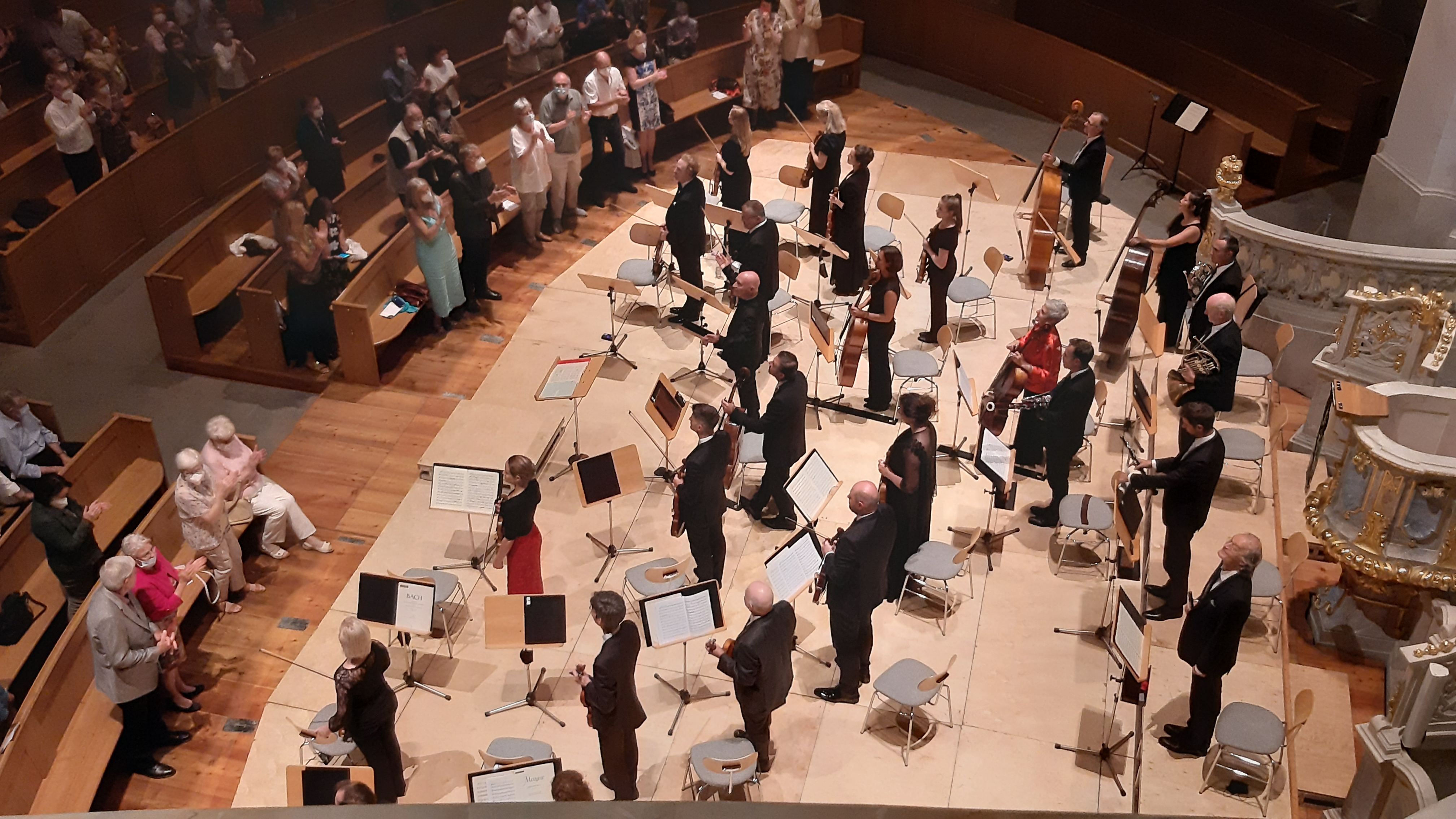
Daniel Hope (Oben, Erster von Links) 2021 mit dem Zürcher Kammerorchester in der Dresdner Frauenkirche

Am 27. September 2016 trat Daniel Hope sein Amt als Musikdirektor des Zürcher Kammerorchesters an. Seit September 2017 leitet er auch das New Century Chamber Orchestra in San Francisco (USA).
Von 2004 bis 2019 war Hope Associate Artistic Director des Savannah Music Festivals in Savannah (Georgia) in den USA. Seit 2015 kuratiert und leitet er das Lübeck-Musikfest im Rahmen des Schleswig-Holstein Musik Festivals, das bis 2017 unter dem Titel Familienstücke lief.
Hope war künstlerischer Leiter des Festspielfrühlings Rügen im Rahmen der Festspiele Mecklenburg-Vorpommern des Jahres 2020, jedoch fiel das Frühlingsfestival wegen der Corona-Pandemie aus. Er übernahm daraufhin die Leitung des Festspielfrühlings Rügen 2022.
Seit 2019 ist Hope Artistic Director der Dresdner Frauenkirche. Seine Aufgabe ist die musikalische Vermittlung der Botschaft des Gotteshauses. Dafür kuratiert er knapp 50 Konzerte pro Jahr.

### Projekte
Hope konzipierte und realisierte eine Reihe von musikalischen Projekten mit einer großen thematischen Bandbreite, bei denen er Brücken zwischen verschiedenen Musikstilen und künstlerischen Welten baute:
- Bei einem Projekt mit Klaus Maria Brandauer las der Schauspieler Texte von Dietrich Bonhoeffer, ergänzt durch Musik für Solovioline, gespielt von Daniel Hope. Weitere Kooperationen mit Brandauer und Musikern waren eine „musikalisch-literarische Reise nach und durch Tschechien“ sowie Mozart Unplugged, eine musikalisch-literarische Betrachtung der Beziehung zwischen Mozart und zweien seiner Freunde.[32]
- Das Projekt An audience with Beethoven (2004), eine Kooperation mit Mia Farrow, betrachtet Beethoven aus dem Blickwinkel seiner Haushälterin Frau Streicher.[33]
- In dem Projekt East meets West (2004) brachte Hope seine Violine mit indischen Instrumenten zusammen (Sitar, Tanpura, Tabla) und knüpfte damit an die legendäre Kooperation zwischen Yehudi Menuhin und Ravi Shankar an.[34]
- Im Weltkriegs-Gedenkjahr 2014 schuf er das Projekt War and Pieces, eine Collage aus Musik und Texten mit Bezug zum Ersten Weltkrieg.[35]
- Das Projekt A Distant Drum (2014) entstand im Auftrag der Carnegie Hall zum 20-jährigen Jubiläum der Überwindung des Apartheid-Regimes in Südafrika. Hopes Vater erarbeitete ein Libretto für ein Zweipersonenstück über das Schicksal von Nat Nakasa. Ralf Schmid schrieb die Musik, eine Kombination von klassischen Elementen, Jazz und südafrikanischem Gesang. Jason Marsalis wirkte am Schlagzeug mit.[36][37]

### Weitere Tätigkeiten
Hope ist Autor von vier Büchern, die im Rowohlt Verlag erschienen sind. Sein erstes Buch Familienstücke (2007), das er zusammen mit der Berliner Autorin Susanne Schädlich geschrieben hat, wurde ein Bestseller in Deutschland. Darin beschreibt er die Suche nach seinen Urgroßeltern in Berlin. Im September 2009 erschien sein zweites Buch, ein Konzertführer mit dem Titel Wann darf ich klatschen?. Weitere Bücher folgten 2011 und 2015 (siehe unten). Außerdem schrieb er Kolumnen für die Zeitschriften Crescendo (2008–2010, 2013–2014) und Cicero (2010–2014).
Hope engagierte sich für Musik, die im Konzentrationslager Theresienstadt geschrieben wurde. 2008 organisierte er unter dem Motto „Tu was!“ ein Benefizkonzert in Berlin, das am 70. Jahrestag der Reichspogromnacht im ehemaligen Flughafen Tempelhof stattfand, mit Beteiligung von Künstlern wie Sol Gabetta, Thomas Quasthoff, Till Brönner, Max Raabe und Klaus Maria Brandauer. Ein zweites Konzert seiner „Tu was!“-Initiative fand im August 2010 im Rahmen der Festspiele Mecklenburg-Vorpommern statt, diesmal als Aufruf zum Handeln gegen den Klimawandel. 2013 beteiligte Hope sich an einer Veranstaltung unter dem Motto „Tausend Stimmen für die Vielfalt“, die am 10. November vor dem Brandenburger Tor stattfand. Ferner unterstützt er Live Music Now.
Während der Abschiedstournee des Beaux Arts Trio in Nordamerika im Frühjahr 2008 produzierte Hope einen Audio-Blog mit Hintergrundberichten über das Trio. Weitere von ihm gestaltete Hörbeiträge liefen im Deutschlandfunk und in BBC-Radioprogrammen. 2011 wirkte er beim TV-Sender ZDFkultur als Moderator einer Musik-Talkshow mit dem Titel … with Hope!. Seine ersten Gäste waren Sting und die Pianistin Hélène Grimaud. 2014 war er Moderator in der Sendung Arte Lounge. Beim Hörfunk-Sender WDR 3 moderiert er seit 2016 wöchentlich die Autorensendung WDR 3 persönlich mit Daniel Hope.
Seit 2020 ist Hope Präsident des Beethoven-Hauses in Bonn. Zu Beginn des Jahres 2020 wurde er zum Mitglied des Hochschulrates der Hochschule für Musik Carl Maria von Weber Dresden berufen. 2024 wurde er auf den Menahem Pressler Chair in Chamber Music in Detroit (USA) berufen.
Während der COVID-19-Pandemie spielte Hope u. a. zusammen mit Christoph Israel seit März 2020 die Konzertreihe Hope@Home live für den Sender Arte auf Arte Concert aus seinem Berliner Wohnzimmer, bei deren Episoden Musiker und Schauspieler zu Gast waren. Mitte Mai begann die Ausstrahlung des Spin-Offs Hope@Home – on tour!, mit Konzerten am Freitag, Samstag und Sonntag. Ende des Jahres folgte die Formatfortsetzung Hope@Home – Next Generation, mit Beginn Februar 2021 weitere 27 Episoden als Formatfortsetzung mit dem Titel Europe@Home.

### Privates
Daniel Hope ist in zweiter Ehe mit der aus Berlin stammenden Malerin Silvana Kaiser Hope verheiratet und hat mit ihr zwei Kinder. Hope spricht Englisch, Deutsch und Französisch.  Seit Mai 2024 lebt Hope mit seiner Familie in Zürich.
Auf die Frage „Welchen Glauben haben Sie?“ antwortete er in einem Interview: „Ich bin südafrikanisch-irischer Katholik mit protestantischer sowie jüdischer Verschmelzung! Zu meiner Familie mütterlicherseits gehörte der erste Rabbiner von Potsdam.“

## Diskografie (Auswahl)
- 2001: Elgar – Walton – Finzi. Mit Simon Mulligan, Klavier (Nimbus)
- 2004: East meets West. Mit Gaurav Mazumdar, Asok Chakraborty, Gilda Sebastian, Sebastian Knauer (Warner Classics)
- 2004: Berg & Britten Violin Concertos. Mit dem BBC Symphony Orchestra, Dirigent: Paul Watkins (Warner Classics)
- 2006: Bach. Violinkonzerte BWV 1041–1043, Brandenburgisches Konzert Nr. 5, Mit dem Chamber Orchestra of Europe (Warner Classics)
- 2006: Shostakovich. Mit dem BBC Symphony Orchestra, Dirigent: Maxim Shostakovich (Warner Classics)
- 2007: Mendelssohn. Mit Thomas Hengelbrock, Chamber Orchestra of Europe (Deutsche Grammophon)
- 2008: Vivaldi. Mit Anne Sofie von Otter, Chamber Orchestra of Europe (Deutsche Grammophon)
- 2009: AIR – a baroque journey. Mit Lorenza Borrani, Jonathan Cohen, Kristian Bezuidenhout u. a. (Deutsche Grammophon)
- 2011: The romantic violinist – a celebration of Joseph Joachim Mit Anne Sofie von Otter, Sebastian Knauer, Royal Stockholm Philharmonic Orchestra, Dirigent: Sakari Oramo (Deutsche Grammophon)
- 2012: Recomposed by Max Richter: Vivaldi – The Four Seasons (Deutsche Grammophon)
- 2013: Spheres. Werke von u. a. Westhoff, Einaudi, Glass, Fauré, Auerbach, Pärt, Bach, Nyman und Gundermann. Mit u. a. Jacques Ammon, Deutsches Kammerorchester Berlin, Dirigent: Simon Halsey (Deutsche Grammophon)
- 2014: Escape to Paradise – The Hollywood Album. Werke von Rózsa, Korngold, Castelnuovo-Tedesco, Eisler, Zeisl, Weill, Morricone, Williams. Mit u. a. Sting, Max Raabe, Jacques Ammon, Maria Todtenhaupt, Royal Stockholm Philharmonic Orchestra, Dirigent: Alexander Shelley (Deutsche Grammophon)
- 2015: Brahms Schumann Mahler: Piano Quartets. Mit Paul Neubauer, David Finckel, Wu Han (Deutsche Grammophon)
- 2016: My Tribute to Yehudi Menuhin. Mit Daniel Lozakovitj, Simos Papanas, Christiane Starke, Avi Avital, Mitglieder Deutsches Kammerorchester Berlin und Kammerorchester Basel (Deutsche Grammophon)
- 2017: For Seasons. Mit dem Zürcher Kammerorchester (Deutsche Grammophon)
- 2018: Journey to Mozart. Mit dem Zürcher Kammerorchester (Deutsche Grammophon)
- 2018: Bach 333: New Colours of Bach. Mit Peter Gregson, Víkingur Ólafsson, Catrin Finch (Deutsche Grammophon)
- 2019: Zwingli – Original Motion Picture Soundtrack. Musik von Diego Baldenweg, Nora Baldenweg, Lionel Baldenweg. Mit dem Zürcher Kammerorchester (Great Garbo)
- 2019: Ludwig Van Beethoven: Rarities. Mit Lang Lang, Ronald Brautigam, Tobias Koch, Steven Beck, Sebastian Knauer (Deutsche Grammophon)
- 2020: Belle Epoque. Mit Lise de la Salle, Simon Crawford-Philipps, Zürcher Kammerorchester (Deutsche Grammophon)
- 2020: Hope@Home. Mit u. a. Christoph Israel, Till Brönner, Joy Denalane, Max Raabe, Jacques Ammon, Max Herre, Iris Berben (Deutsche Grammophon)
- 2020: Christmas with Hope. Mit dem Zürcher Kammerorchester (Deutsche Grammophon)
- 2020: Serenades. Werke von Tschaikowski, Elgar, Mozart. Mit dem Zürcher Kammerorchester (Deutsche Grammophon)
- 2021: Schnittke: Works for Violin and Piano. Mit Alexey Botvinov (Deutsche Grammophon)
- 2021: Shades of Love. Korean Drama Soundtracks. Mit verschiedenen Musikern und dem Zürcher Kammerorchester (Deutsche Grammophon)
- 2021: Hope. Mit dem Zürcher Kammerorchester (Deutsche Grammophon)
- 2022: America. Mit dem Marcus Roberts Trio, Joy Denalane und dem Zürcher Kammerorchester (Deutsche Grammophon)
- 2022: Music for Ukraine. Mit Alexey Botvinov (Deutsche Grammophon)
- 2022: Silvestrov. Mit Alexey Botvinov (Deutsche Grammophon)
- 2023: Hommage á Menuhin. Mit dem Konzerthausorchester Berlin, Iván Fischer (Deutsche Grammophon)
- 2023: Music for a New Century. Mit Alexey Botvinov und dem New Century Chamber Orchestra (Deutsche Grammophon)
- 2024: Dance! Mit dem Zürcher Kammerorchester (Deutsche Grammophon)
- 2024: Irish Roots. Mit verschiedenen Musikern, dem Air Ensemble und dem Thessaloniki State Symphony Orchestra (Deutsche Grammophon)
- 2024: Have Yourself a Merry Little Christmas. Mit dem New Century Chamber Orchestra (Deutsche Grammophon)

## Auszeichnungen
- 2004: ECHO Klassik, Nachwuchskünstler des Jahres, für „Violin Concertos – Alban Berg, Benjamin Britten“[54]
- 2005: ECHO Klassik, Kammermusikeinspielung des Jahres, für „East meets West“[54]
- 2006: ECHO Klassik, Instrumentalist des Jahres, für „Dmitri Schostakowitsch, Violin Concertos 1 & 2“[54]
- 2008: ECHO Klassik, Konzerteinspielung des Jahres, für das Violinkonzert von Mendelssohn mit dem Chamber Orchestra of Europe, Leitung: Thomas Hengelbrock[54]
- 2009: ECHO Klassik, Konzerteinspielung des Jahres, für „Vivaldi“[54]
- 2013: ECHO Klassik, „Klassik ohne Grenzen“-Preis zusammen mit Max Richter, für „Recomposed by Max Richter“[54]
- 2015: Europäisches Ehrenkreuz „Pro Arte“
- 2017: ECHO Klassik, „Klassik ohne Grenzen“-Preis, für „For Seasons“[54]
- 2017: Bundesverdienstkreuz am Bande für seine Verdienste in der musikalischen Gestaltung von Erinnerungskultur[55]
- 2017: „Estrongo Nachama Preis für Zivilcourage und Toleranz“ der Berliner Stiftung Meridian[56]
- 2018: Berliner Bär (B.Z.-Kulturpreis)
- 2021: OPUS Klassik: Sonderpreis der Jury für besondere Leistungen für sein Format Hope@Home[57]

## Schriften
- 2007: Mit Susanne Schädlich: Familienstücke: eine Spurensuche. Rowohlt, Reinbek bei Hamburg, ISBN 978-3-498-06391-7.
- 2009: Wann darf ich klatschen? Rowohlt, Reinbek bei Hamburg, ISBN 978-3-498-00665-5.
- 2011: Toi, toi, toi! Pannen und Katastrophen in der Musik. Rowohlt, Reinbek bei Hamburg, ISBN 978-3-498-03013-1.
- 2015: Sounds of Hollywood – Wie europäische Emigranten die amerikanische Filmmusik erfanden. Rowohlt, Reinbek bei Hamburg, ISBN 978-3-498-03023-0.

## Filme
- 2008: Daniel Hope spielt Mendelssohn-Bartholdy, Dokumentation, Schweden (43 Min.). Koproduktion von ZDF/arte und SVT.[58]
- 2013: Mitwirkung in der Dokumentation Refuge in Music über Musiker und Komponisten im KZ Theresienstadt. Weitere Mitwirkende: die Zeitzeugen Alice Herz-Sommer und Coco Schumann sowie Anne Sofie von Otter (Mezzosopran), Christian Gerhaher (Bariton) u. a. Regie und Drehbuch: Dorothee Binding. Produktion der Nightfrog GmbH im Auftrag der Bayerischen Akademie der Schönen Künste.[59]
- 2013: Mitwirkung und Moderation in der dreiteiligen Dokumentation Das Geschäft mit der Geige.[60] Koproduktion von Signed Media und ZDF/arte. Titel der englischen Fassung: The Secrets of the Violin.[61][62]
- 2017: Dokumentarfilm Daniel Hope – Der Klang des Lebens, Deutschland (100 Min.). Regie: Nahuel Lopez. Koproduktion von tellfilm und NDR/arte. Der Film porträtiert Daniel Hope und beleuchtet seine musikalischen und familiären Wurzeln.[63]
- 2022 "Hope on the Road" Daniel Hope auf den Spuren irischer Musik, Dokumentarfilm:von Tim Evers Arte (53 min)